# خوتسیوکا
خوتسیوکا (به لاتین: Khutseyevka) یک منطقهٔ مسکونی در روسیه است که در شهرستان کیزلیارسکی واقع شده‌است.